# Aparigraha
Il termine Aparigraha (in sanscrito अपरिग्रह) si riferisce al non-possesso ed è utilizzato in alcune tradizioni orientali.
Proviene dalla parola parigraha, che significa «ottenere qualcosa non sostenendo che se stessi» (cioè il minimo indispensabile), che con l'aggiunta del prefisso 'A' diventa l'opposto. Aparigraha si differenzia da Asteya, che significa «prendere ciò che è veramente necessario e non oltre». Questo concetto vale, in sede di applicazione del principio, anche per i regali, che non possono essere accettati.
Il termine significa di solito «limitare possedimenti a ciò che è necessario od importante», che cambia con il periodo di tempo, anche se il sadhu non dovrebbe avere alcun possesso.

## Nel giainismo
È uno dei cinque voti del giainismo, insieme a Ahimsa (non-violenza), Asteya (non rubare), Brahmacharya (continenza) e Anekantvada (molteplicità di punti di vista).

## Nello Yoga
Nella tradizione Yoga Raja, è uno dei Yamas o codici di autocontrollo, con Ahimsa (non-violenza), Satya (verità), Asteya (non-furto) e Brahmacharya (continenza).